# Lokomotiva HGe 4/4 I (Elektrokrokodil)

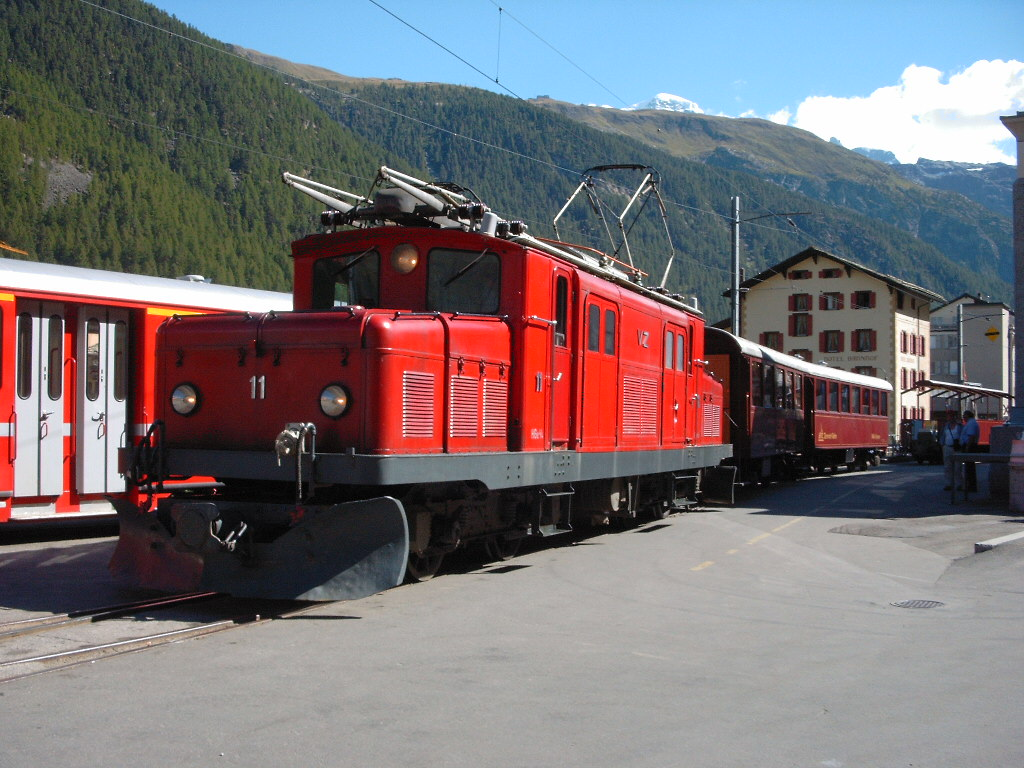
BVZ HGe 4/4 I č. 11 v Zermattu

Lokomotiva HGe 4/4 I Elektrokrokodil nebo zkráceně Krokodil je úzkorozchodná, ozubnicová i adhezní elektrická lokomotiva, kterou bylo možno až do roku 1980 spatřit v čele Glacier Expressu ve Švýcarsku na tratích společnosti Matterhorn Gotthard Bahn.

## Historie
Společnost VZ (Visp Zermatt Bahn) rozhodla v roce 1929 po vzoru Rhétské dráhy o elektrifikaci s napětím 11 kV 16 2/3 Hz. HGE 4/4 I Elektrokrokodil byly vyráběny v letech 1929-1930 pro vedení vlaků u společnosti VZ. V roce 1939 byla vyvinuta novější verze, která měla číslo 16 a stala se základem pro lokomotivy HGe 4/4 I (Balkonlokomotive). Bývalé lokomotivy VZ číslo 11-14 byly v roce 1992 postupně vyřazeny z provozu, pouze lokomotiva číslo 15 byla zachována pro vedení historických vlaků.

## Konstrukce
Pro konstrukci lokomotiv bylo použito lehkých kovů, což se příznivě odrazilo v celkové hmotnosti stroje, na druhou stranu byly použity transformátory s olejovým chlazením. Lokomotivy číslo 11-15 měly dvě stanoviště strojvedoucího, strojovnu v prostoru karoserie a malý zavazadlový prostor. Malé kapoty, na každé straně jedna, připomínaly lokomotivy, kterým se říkalo krokodýl. Pod kapotami byly umístěny pomocné obvody řízení. Označení krokodýl ve smyslu přezdívky lokomotivy není zcela přesné, neboť tyto stroje měly rám v celé délce stroje na němž byla umístěna karoserie i obě malé kapoty.

## Přehled HGe 4/4 I
| pořadové číslo | uvedení do provozu | výrobní číslo | poznámka                                     |
| -------------- | ------------------ | ------------- | -------------------------------------------- |
| 11             | 1929               | 3336          | 1962 prava po havárii ze dne 22. června 1962 |
| 12             | 1929               | 3337          |                                              |
| 13             | 1929               | 3338          |                                              |
| 14             | 1929               | 3339          |                                              |
| 15             | 1929               | 3340          | 1962 prava po havárii ze dne 22. června 1962 |